# Fanny Schmid

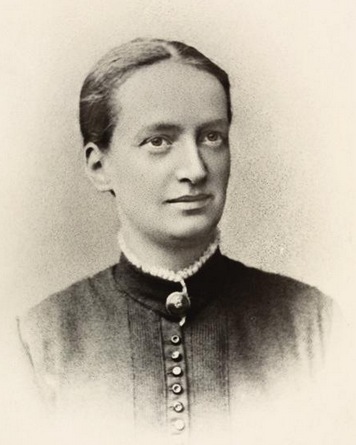
Fanny Schmid (um 1900)

Fanny Schmid (* 24. November 1861 in Bern; † 17. Februar 1911 ebenda) war eine Schweizer Lehrerin und Gründerin einer für die damalige Zeit fortschrittlichen koedukativen Privatschule. Sie engagierte sich stark in der bürgerlichen Frauenbewegung, unter anderem als erste geschäftsführende Sekretärin des Bundes Schweizer Frauenvereine (später Alliance F).

## Biographie
Fanny Schmid wurde als jüngstes von drei Kindern des Buchhändler-Ehepaars Justine und Karl Schmid geboren und wuchs im Berner Länggassquartier auf. Ein Unfall in der Kindheit führte zu einer lebenslangen Gehbehinderung. Die Schulzeit absolvierte sie in der Burgerlichen Mädchenschule Bern, in Genf lernte sie anschliessend Französisch. An der Universität Bern schloss sie die Ausbildung zur Sekundarlehrerin ab und gründete in Bern anschliessend eine koedukative Privatschule, die „Schmidschule-Fanny“. Fanny Schmid war überzeugt, dass Knaben und Mädchen gemeinsam unterrichtet werden sollten. In ihrer Schule lernten auch die Knaben handarbeiten. Die Schule war sehr erfolgreich.
Später engagierte sich Fanny Schmid bei der Gründung der „Frauenkonferenzen Bern“ und bei der Gründung und anschliessend im Zentralvorstand des 1910 eröffneten schweizerischen Lehrerinnenheims. Beim 1900 gegründeten Bund Schweizerischer Frauenvereine, der späteren alliance F, amtete sie als erste geschäftsführende Sekretärin, ebenso beim Taglöhnerinnenverein Bern. 1902 war sie Mitbegründerin des Frauen-Restaurants „Daheim“ an der Junkerngasse in Bern.
1906 war sie zusätzlich Mitbegründerin und danach Sekretärin der Sozialen Käuferliga der Schweiz, eine Organisation, die sich für faire Löhne und Arbeitsbedingungen in der Branche einsetzte und in ihrem politischen Engagement auch die späteren Fair-Trade-Labels vorwegnahm.
1908 gründete Fanny Schmid den Frauenstimmrechtsverein Bern mit und schliesslich, wenige Wochen vor ihrem Tod, den Verein für ein Alters- und Erholungsheim für Dienstboten.
Fanny Schmid heiratete nie. In der Abdankungsrede vom 20. Februar 1911 wurde hervorgehoben, dass die Schweizerische Frauenbewegung mit Fanny Schmid „eine ihrer besten und bewährtesten Vorkämpferinnen“ verliert. Für die erste Präsidentin des Bundes Schweizer Frauenvereine, Helene von Mülinen, war Fanny Schmid die „Garantie für die Entwicklung der Frauenwelt“.